# Brygada Pościgowa

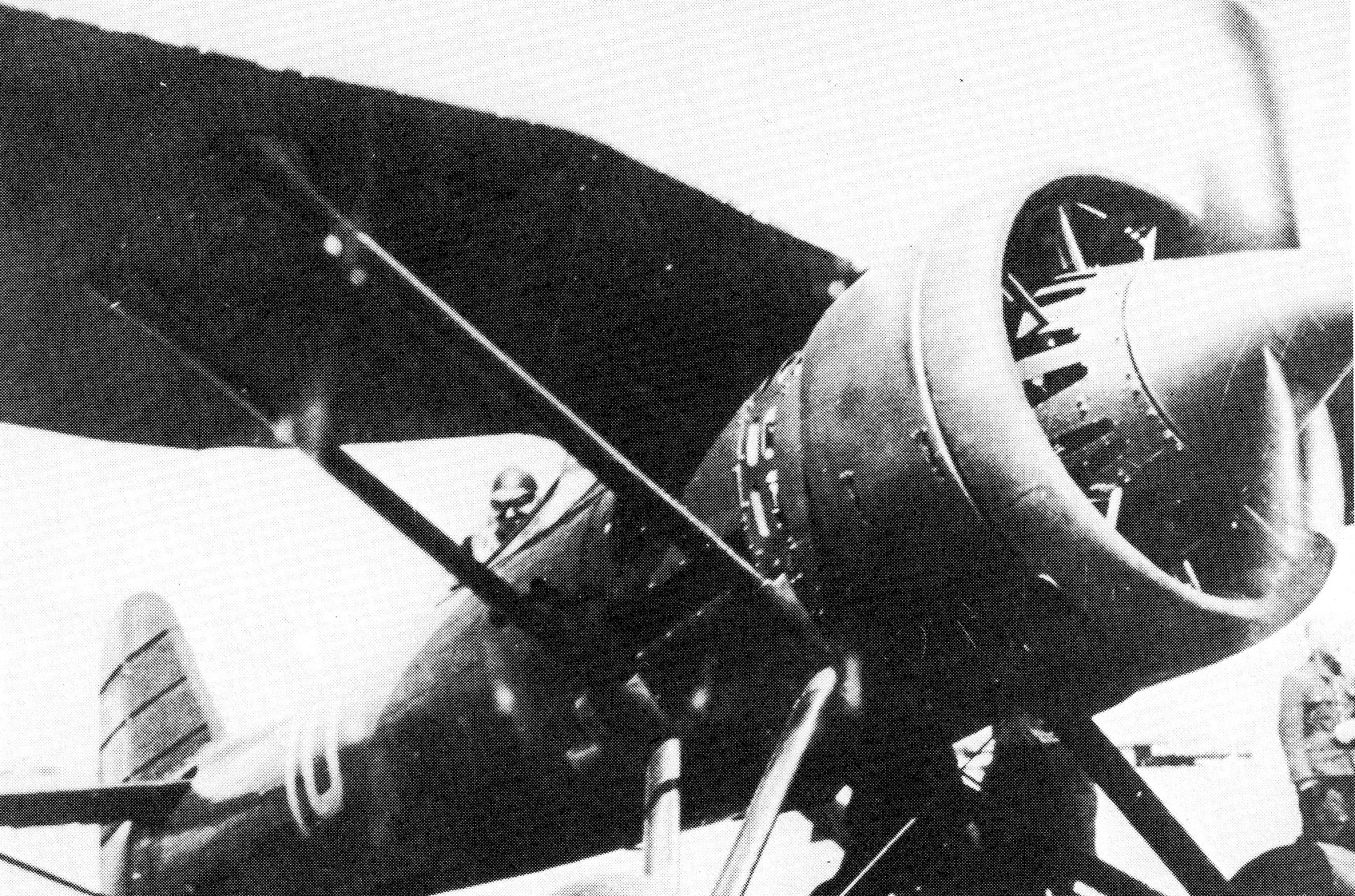
PZL P.11c przed startem

Brygada Pościgowa – wielka jednostka lotnictwa myśliwskiego Wojska Polskiego II RP.

## Historia brygady
Do jej organizacji przystąpiono w maju 1939 roku na bazie 1 pułku lotniczego. Dowódcą został płk pil. Stefan Pawlikowski. Zadaniem jednostki było „samodzielne działanie w obszarze na zewnątrz strefy ogniowej artylerii przeciwlotniczej w celu zwalczania wrogich samolotów zbliżających się do Warszawy”, co oznaczało powietrzną obronę stolicy.
31 sierpnia 1939 dowódcy brygady podporządkowana została 123 eskadra myśliwska z 2 pułku lotniczego w Krakowie-Rakowicach. Eskadra włączona została w skład IV/1 dywizjonu myśliwskiego. W czasie kampanii wrześniowej 1939 (do 7 września) Brygada Pościgowa broniła obszaru powietrznego nad Warszawą przed nalotami na miasto. 
W dniach 1-3 września eskadry stacjonowały na lotnisku polowym Zielonka (III/1 dm) i na Lotnisku polowym Poniatów (IV/1 dm), a w dniach 4-6 września Zaborów (III/1 dm) i Radzików (IV/1 dm).

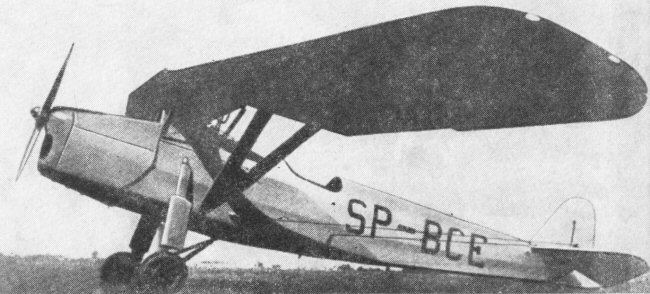
RWD-8

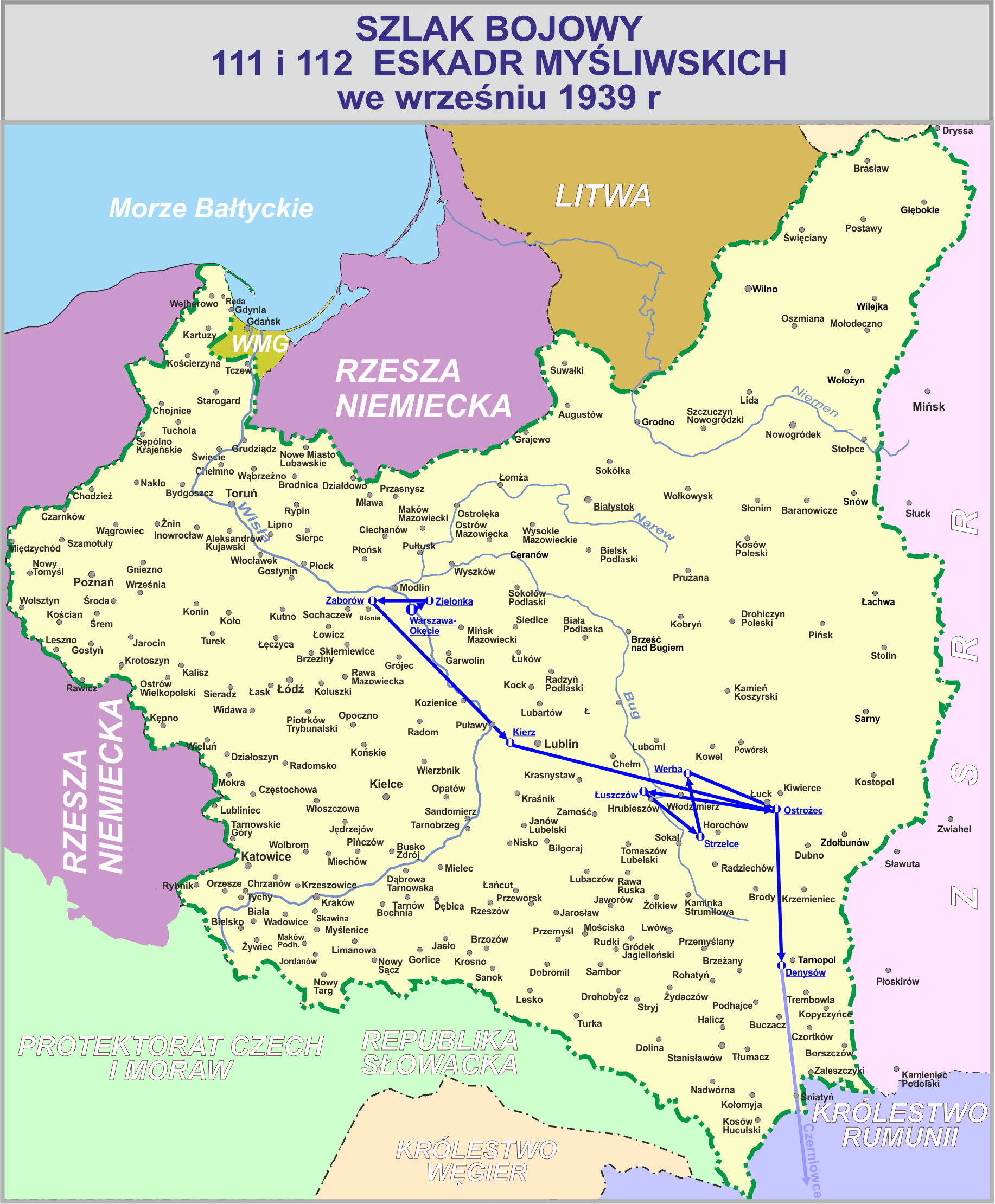

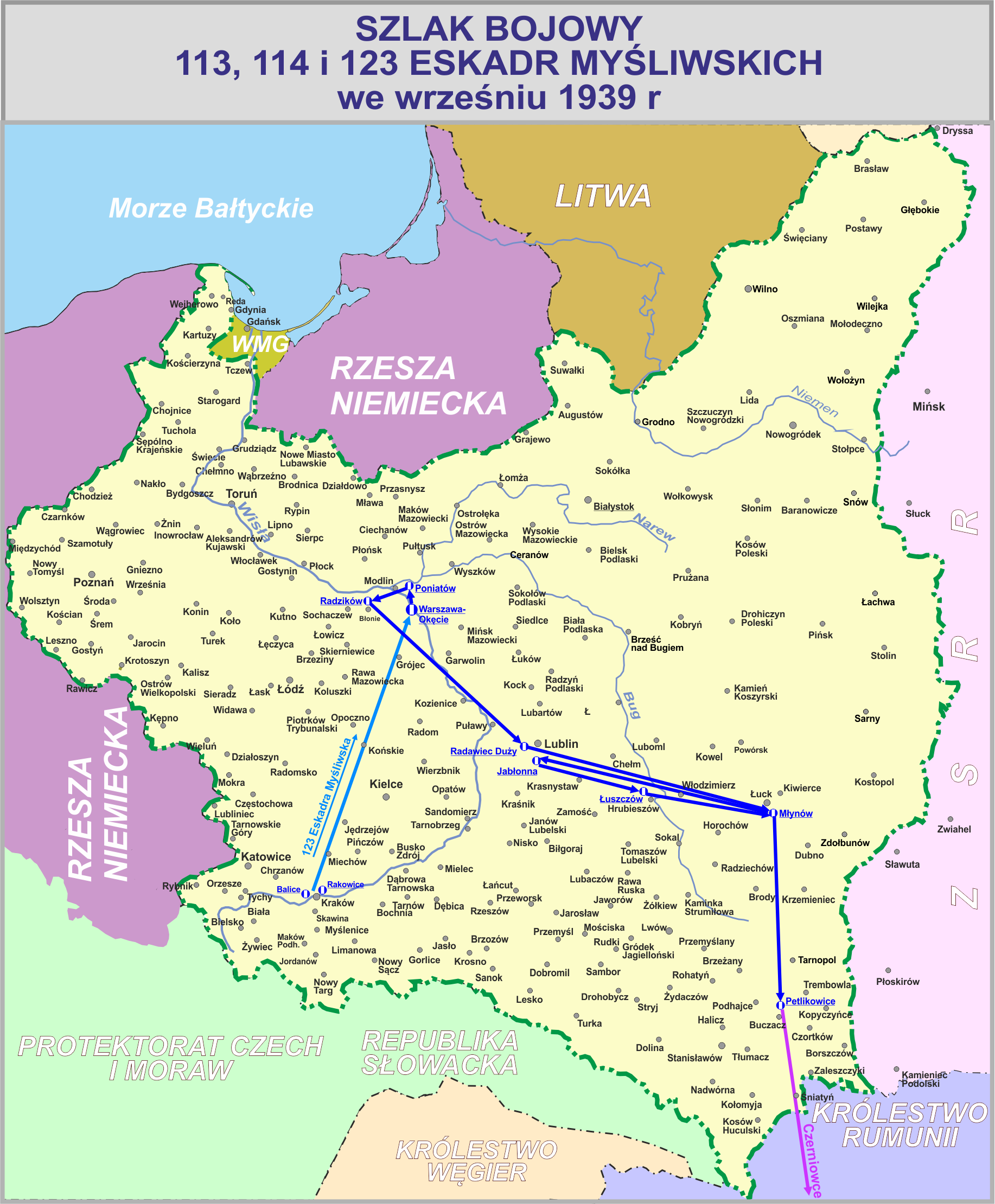

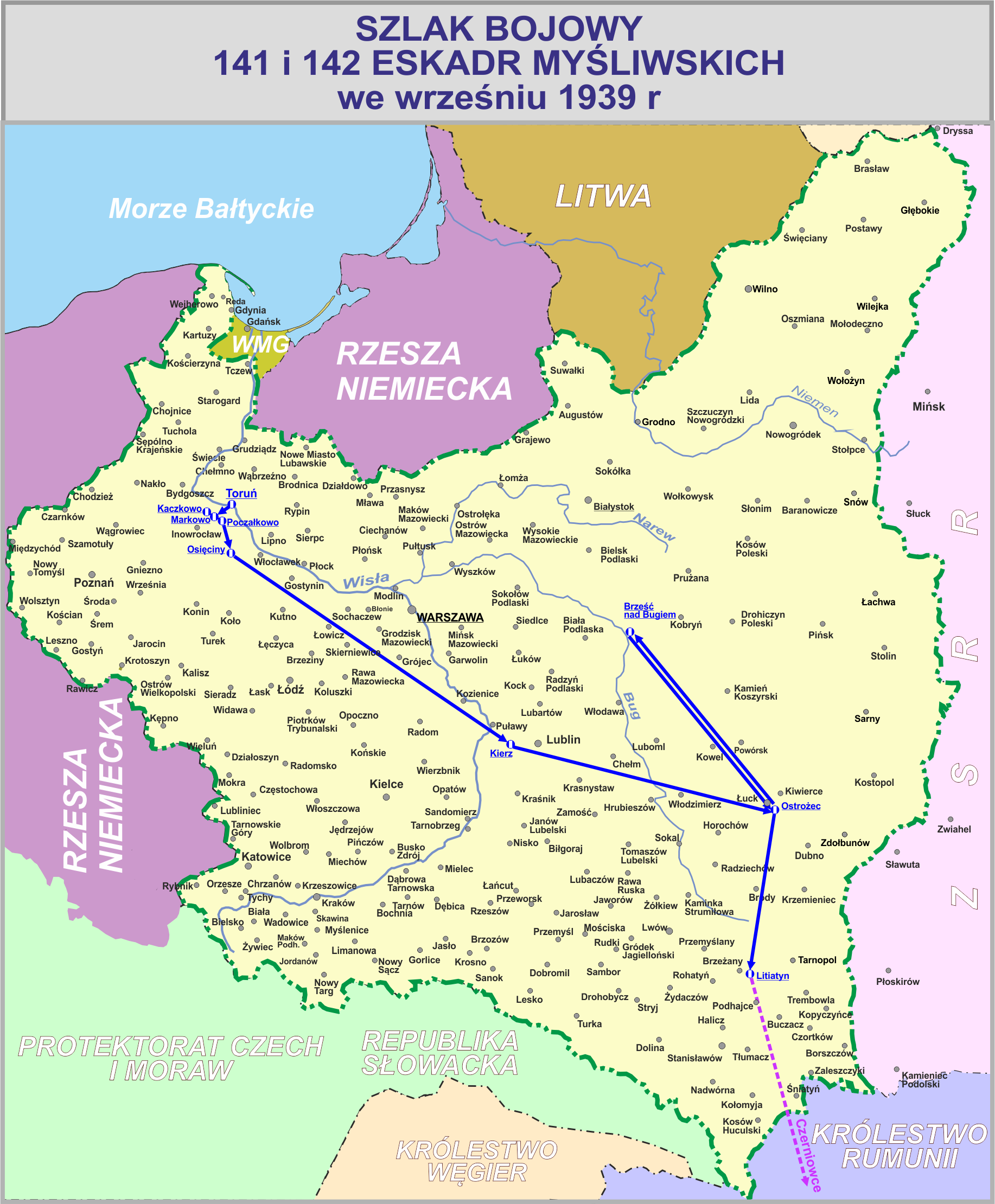

Od pierwszego dnia wojny Warszawa stała się celem niemieckiego lotnictwa. 1 września w godzinach rannych zaatakował stolicę dywizjon bombowców dwusilnikowych startujący z lotnisk w Prusach Wschodnich. Brygada Pościgowa uderzyła całością sił; do walk doszło w rejonie wsi Nieporęt około godz. 7.00. Niemcy nie wytrzymali naporu sił polskich, samoloty w pośpiechu zrzuciły bomby na pola i ratowały się ucieczką. Około godziny 12.00 nastąpił drugi atak na stolicę, a o godz. 16.30 trzeci atak. Pierwszego dnia wojny Brygada zestrzeliła 14 samolotów niemieckich, 5 prawdopodobnie zestrzeliła, a 10 uszkodziła. Straty własne były następujące: dwóch pilotów poległo, pięciu nie powróciło z lotów (zaginęło), ośmiu rannych. 10 samolotów zostało całkowicie zniszczonych, zaś 24 były uszkodzone i niezdolne do działań w dniu następnym.
2 września Brygada Pościgowa dysponowała już tylko dwudziestoma samolotami gotowymi do działań. Brygada Pościgowa broniła Warszawy do dnia 7 września, kiedy to ostatecznie utraciła zdolność operacyjną.

## Obsada personalna dowództwa brygady
- dowódca brygady - płk pil. Stefan Pawlikowski
- zastępca dowódcy - ppłk pil. Leopold Pamuła
- szef sztabu - mjr pil. Eugeniusz Wyrwicki
- oficer operacyjny - kpt. pil. Stefan Łaszkiewicz
- oficer do zleceń - kpt. pil. Stefan Kołodyński
- oficer do spraw zaopatrzenia - kpt. pil. Tadeusz Grzmilas
- adiutant - por. pil. Zbigniew Kustrzyński

## Organizacja wojenna brygady
- Dowództwo Brygady Pościgowej
- III/1 dywizjon myśliwski
- IV/1 dywizjon myśliwski
- kompania łączności
- kompania karabinów maszynowych przeciwlotniczych
- pluton sanitarny

Łącznie brygada posiadała 54 samoloty myśliwskie PZL P.7a oraz PZL P.11a i PZL P.11c, a także 3 samoloty łącznikowe RWD-8. Na uzbrojeniu kompanii karabinów maszynowych przeciwlotniczych znajdowało się szesnaście karabinów maszynowych Hotchkiss wzór 1914, natomiast na wyposażeniu kompanii łączności pięć radiostacji N1/S i trzy radiostacje N1L/L. 